# 林廣兆
林廣兆，GBS（Lam Kwong Siu，1934年4月8日—），現時是中銀國際控股有限公司副董事長。

## 生平
出生於福建漳州平和县崎岭乡，担任閩港控股有限公司、中銀國際有限公司、中信國際金融控股有限公司、中信銀行國際有限公司、中國海外發展有限公司、禹洲地產股份有限公司及信義玻璃控股有限公司獨立非執行董事。

## 公職
曾任第十屆全國人大港區代表、香港福建社團聯會榮譽主席、旅港福建商會永遠榮譽會長、閩港經濟合作促進會副主任、香港中華總商會永遠榮譽會長、香港中國企業協會顧問及香港銀行華員會名譽會長。

## 榮譽
- 2003年 銀紫荊星章[2]
- 金紫荊星章

## 外部連結
- 林广兆：我愿为家乡做更多事 人民網
- 中銀國際控股有限公司 （页面存档备份，存于）
- 中銀國際認股證及牛熊證 （页面存档备份，存于）